# Maarat Saidnaya
Maarat Saidnaya, hoặc Maaret Saidnaya (tiếng Ả Rập: معرة صيدنايا) là một ngôi làng miền núi thuộc quận Al-Tall của thành phố Damascus Dimashq, thủ đô của Syria. Nó nằm trên vùng đồng bằng của dãy núi Qalamun bị thành phố Saidnaya gần đó bỏ qua ở độ cao 1.200 mét (3.937,00 feet) so với mực nước biển, 28 kilômét (17 mi)  phía bắc thành phố Damascus. Theo Cục Thống kê Trung ương Syria (CBS), Maarat Saidnaya có dân số 3.084 trong cuộc điều tra dân số năm 2004. Cư dân của nó chủ yếu là người Công giáo Melkite.
Nằm trên sườn núi ở vùng ngoại ô của thị trấn, Đền thờ Mar Elias Al-Hai (Đền thờ Thánh Elijah sống; Tiếng Ả Rập: مقام مار الياس الحي; phát âm: "Deir hoặc Makam Mar Elias Al-Hai"), là một những điểm thu hút nổi tiếng nhất của nó. Nhiều người đến hàng năm để đến thăm Nhà thờ Công giáo Hy Lạp Melkite này đặc biệt là để kỷ niệm ngày Thánh Elijah ngày 20 tháng Sáu.
Đáng chú ý là, Tu viện Mor Ephrem, được thánh hiến vào năm 1996, là nơi cư trú mùa hè của Tổ phụ của Giáo hội Chính thống Syriac, cùng với chủng viện nhà thờ và Đại học Antioch Syria mới thành lập.